# 小谷進
小谷 進（こたに すすむ、1950年4月12日 - ）は、日本の実業家。パイオニア株式会社代表取締役社長を経て、同社取締役会長。

## 人物・経歴
鳥取県出身。獨協高等学校を経て、1975年明治学院大学経済学部卒業、パイオニア入社、国際部配属。1997年モーバイルエンタテインメントカンパニー海外営業部長。2000年Pioneer Electronics (USA) Inc.社長。2002年Pioneer Europe NV 社長。2003年執行役員 Pioneer Europe NV 会長兼社長。2006年執行役員国際部長。2007年常務執行役員ホームエンタテインメントビジネスグループ本部長。2008年常務取締役ホームエンタテインメントビジネスグループ本部長。2008年から代表取締役社長を務め、家庭用音響・映像機器事業からの撤退や、車載機器事業への集中を進めた。2018年に取締役会長に就任。